# Albert Brenner (Szenenbildner)
Albert Brenner (* 17. Februar 1926 in Brooklyn, New York City, New York; † 8. Dezember 2022) war ein US-amerikanischer Szenenbildner und Artdirector.

## Leben
Brenner studierte an der New York School of Industrial Arts. Nach seinem Abschluss arbeitete er als Schauwerbegestalter in New York, während des Zweiten Weltkriegs diente er bei der United States Air Force. Nach dem Kriegsende besuchte er die Yale School of Drama und lehrte danach an der University of Missouri in Kansas City. Ab Mitte der 1950er Jahre arbeitete er als Artdirector beim Fernsehen. Seine erste Spielfilmbeteiligung hatte er 1961 als stellvertretender Artdirector beim Filmklassiker Haie der Großstadt mit Paul Newman und Edward G. Robinson in den Hauptrollen. Drei Jahre später war er Artdirector bei Sidney Lumets Thriller Angriffsziel Moskau. Zu weiteren wichtigen Filmen Brenners der 1960er Jahre zählen die Actionfilme Point Blank und Bullitt.
Für seine Arbeit als Szenenbildner an der Filmkomödie Die Sunny Boys mit Walter Matthau und George Burns in den Hauptrollen erhielt Brenner 1976 seine erste Oscarnominierung. Zwei Jahre später folgte die zweite Oscarnominierung für das Filmdrama Am Wendepunkt von Herbert Ross. Eine weitere Nominierung erhielt er im darauf folgenden Jahr für die Filmkomödie Das verrückte California-Hotel. Für den vierten Oscar wurde Brenner 1985 für den Science-Fiction-Film 2010: Das Jahr, in dem wir Kontakt aufnehmen nominiert, die fünfte Nominierung erfolgte 1989 für Freundinnen. Brenner erhielt den Oscar jedoch nie.
Neben seinem Filmschaffen arbeitete Brenner auch als Bildhauer.
Brenner starb im Alter von 96 Jahren. Er wurde von seiner Ehefrau und drei Kindern überlebt.

## Filmografie (Auswahl)
- 1961: Haie der Großstadt (The Hustler)
- 1964: Angriffsziel Moskau (Fail-Safe)
- 1967: Point Blank
- 1968: Inferno am Fluß (Blue)
- 1968: Bullitt
- 1973: Asphalt-Blüten (Scarecrow)
- 1975: Die Sunny Boys (The Sunshine Boys)
- 1976: Mel Brooks’ letzte Verrücktheit: Silent Movie (Silent Movie)
- 1977: Unternehmen Capricorn (Capricorn One)
- 1977: Am Wendepunkt (The Turning Point)
- 1978: Das verrückte California-Hotel (California Suite)
- 1978: Coma
- 1984: 2010: Das Jahr, in dem wir Kontakt aufnehmen (2010)
- 1988: Presidio (The Presidio)
- 1988: Freundinnen (Beaches)
- 1991: Frankie & Johnny (Frankie and Johnny)
- 1991: Backdraft – Männer, die durchs Feuer gehen (Backdraft)
- 1990: Pretty Woman
- 1995: Alarmstufe: Rot 2 (Under Siege 2: Dark Territory)
- 2004: Plötzlich Prinzessin 2 (The Princess Diaries 2: Royal Engagement)
- 2010: Valentinstag (Valentine's Day)

## Auszeichnungen
- 1976: Oscar-Nominierung für Die Sunny Boys
- 1978: Oscar-Nominierung für Am Wendepunkt
- 1979: Oscar-Nominierung für Das verrückte California Hotel
- 1985: Oscar-Nominierung für 2010 – Das Jahr, in dem wir Kontakt aufnehmen
- 1989: Oscar-Nominierung für Freundinnen